# 曹禺剧院
曹禺剧院是一家位于天津市河北区的话剧剧院，坐落于河北区意式风情区民主道5号，与曹禺故居纪念馆相邻。该剧院于2010年5月1日落成试开馆，并于同年9月22日对外开放。

## 剧院介绍

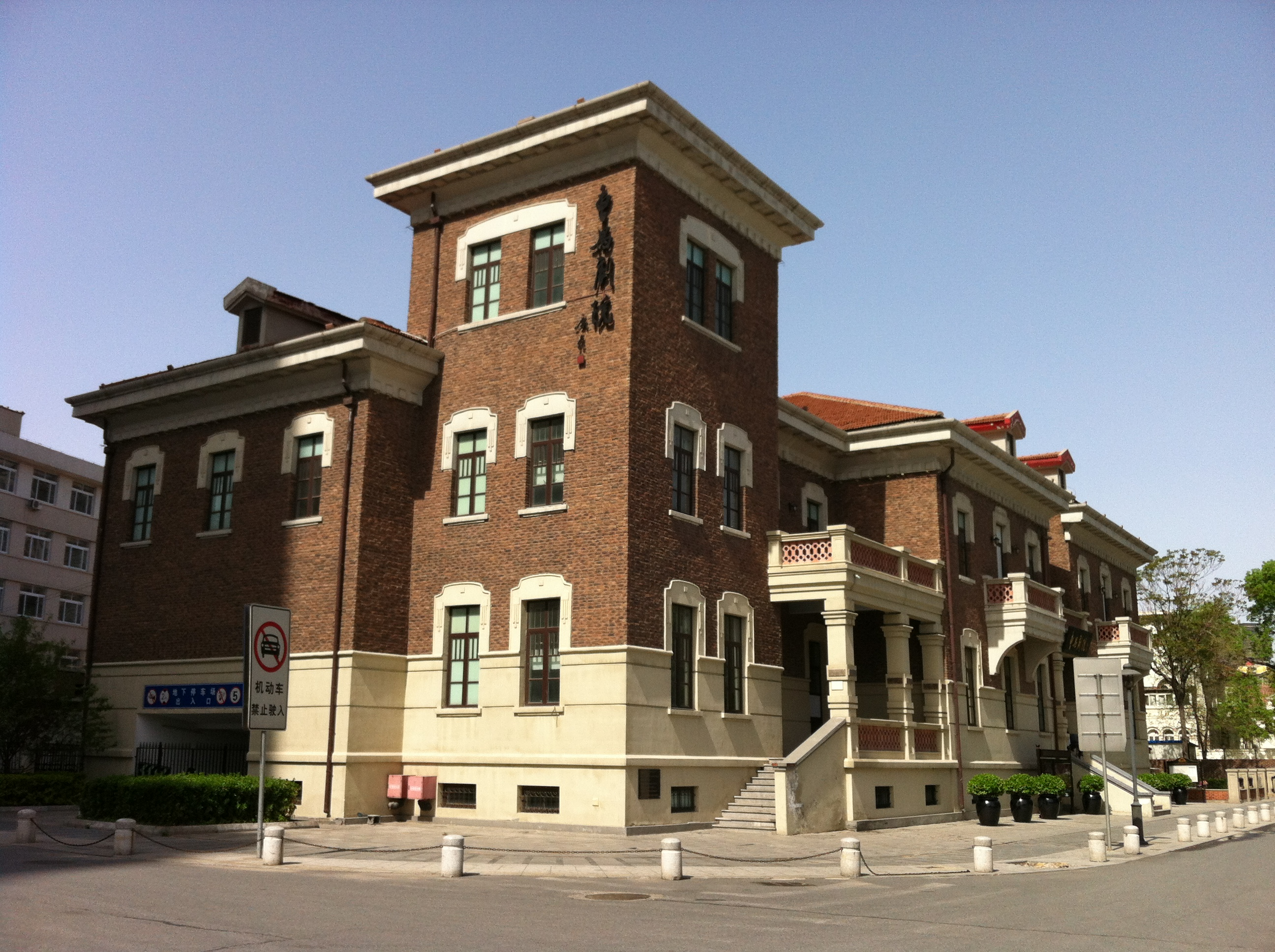
曹禺剧院

曹禺剧院座落于河北区民主道5号，为一座两层砖木混合带地下室楼房，局部三层，建筑面积为3000平方米，内部分别设有“雷雨厅”、“日出厅”、“原野厅”三个剧场。剧院的一层设有两个小剧场和一个大厅，两个小剧场各能容纳观众86人和80人左右，大厅则是向观众和游客展示曹禺的戏剧创作和其生活的“曹禺戏剧生涯纪念展”和“曹禺历史戏剧资料收藏展”，该纪念展展出有200多张曹禺相关照片和400多件的曹禺戏剧的历史资料。剧院的二层设有一个能够容纳150名观众的小剧场和一间名为“北京人”的咖啡厅。剧院的三层为一座展厅，在这里常年展出“纪念曹禺百年诞辰天津百名书画名家为曹禺故居纪念馆捐赠馆藏作品展”。曹禺剧院目前主要演出曹禺的一些话剧剧作如《雷雨》、《日出》等，此外，有时这里也演出有一些情景时尚话剧。

## 美域曹禺话剧团
美域曹禺话剧团是曹禺剧院与天津群众艺术馆和美域国际整合营销传播机构共同创办的一家民营话剧团，也是天津市第一家家民营话剧团。该团现有30余名演职人员以排演曹禺先生的话剧作品和一些新创作的小剧场话剧为主。

## 演出作品
- 《雷雨》
- 《日出》
- 《原野》
- 《北京人》

## 交通方式
- 天津公交：第一医院站：8路、640路、841路、868路、901路。

## 相关链接
- 曹禺
- 曹禺故居
- 天津意式风情区